# ロゴタイプ

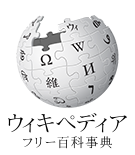
ウィキペディア日本語版のロゴマーク。(マーク (上部) とロゴタイプ (下部) からなる。)

ロゴタイプの三例:
NASA（上部）・IBM（中部）・国際度量衡局（下部）。

ソニーグループのロゴ。

ロゴタイプ（logotype），通称「ロゴ」(英: Logo) は、図案化・装飾化された文字・文字列のことで、組織名・商号・商品名・雑誌名・書名などを印刷・表示する際などに使用される。

## 概要
ギリシア語のロゴテュポス (λογότυπος) に由来し、ロゴ = 言葉、タイプ = 活字からなり、本来は1単語のための連字活字を意味した。
ロゴタイプとマークを合わせて図案化したものは、ロゴマークと呼ばれる。これはlogoとmarkを組み合わせた和製英語とされる。なお、英語にも logomark という語は存在するが、ロゴタイプとマークを組み合わせたものではなく、マークのみを指す。また、英語のlogoはlogotypeとlogomarkを合わせたものを指す。
ロゴタイプは、社名であれば、看板・名刺・封筒・レポート用紙・領収書の伝票類など、商品名であれば、パッケージなど、雑誌名・書名であれば、それぞれの表紙・背表紙などに印刷され用いられる。また、宣伝・広告の広報目的などにも用いられる。
ロゴタイプに使用される書体は、任意の並びで使われることを前提とした一般の文字のそれと異なることがある。その対象物の差別化を図る目的などで専用に大きく変形しているものは目立つためわかりやすいが、一般のフォントを全くそのまま使っただけに見えるものでも、実際には、文字間隔や高さを専用に調整したり、筆画の位置やセリフを調整したりといったバランスの調整などが入っていることが多い。従って（その両方で優れていると評価されているものが多いことがあり混同されがちだが）ロゴの設計（デザイン）と書体の設計は異なるデザイン分野とされている。大きな変更を行う場合はプレスリリースなどを出して広告されるが、老舗デパートなど長年同じものを使っているように見えても実は微妙なリニューアルを重ねているものがあり、古いアイテムなどと比較すると大きく違うことがある。
企業などの組織の場合、コーポレートアイデンティティ (CI) の一環として印象づけのために、ロゴタイプを用いることがある（なお、ロゴをCIそのものと混同する誤解がある）。親会社と子会社でロゴタイプのデザインを違ったものとする場合もある。ヤマハとヤマハ発動機（無関係ではないが、別会社である）のように、知らない人には全く同じのように見えるが、トリビア的な違いがあるものもある。
ロゴが他の表示要素（文字、図形、パターン）の影響を受けないようロゴの周囲に設けるべき余白をアイソレーションエリアという。
ロゴは商標として登録することで商標的（自他商品・役務の識別標識として）な無断使用から保護することができる。文字を装飾した程度のデザインのものであれば著作権での保護対象外であると考えられる。しかし、著作権で保護されているという誤解がよくみられる。